# Kanton Hœnheim
Hœnheim is een kanton van het Franse departement Bas-Rhin.
Voor 22 maart 2015 behoorde de gemeente Hœnheim tot het kanton Bischheim en de overige gemeenten tot het kanton Mundolsheim, beide van het arrondissement Strasbourg-Campagne. Het arrondissement en beide kantons werden opgeheven en Hœnheim werd de hoofdplaats van een nieuw kanton dat deel uitmaakt van het arrondissement Strasbourg.

## Gemeentes
Het kanton is samengesteld uit de volgende gemeentes:
- Eckbolsheim
- Hœnheim
- Lampertheim
- Mittelhausbergen
- Mundolsheim
- Niederhausbergen
- Oberhausbergen
- Reichstett
- Souffelweyersheim
- Wolfisheim